# نیو کالیفرنیا (اوهایو)
نیو کالیفرنیا (به انگلیسی: New California) یک منطقهٔ مسکونی در ایالات متحده آمریکا است که در شهرستان یونیون، اوهایو واقع شده‌است. نیو کالیفرنیا ۳۰۴ متر بالاتر از سطح دریا واقع شده‌است.